# Félix Legueu

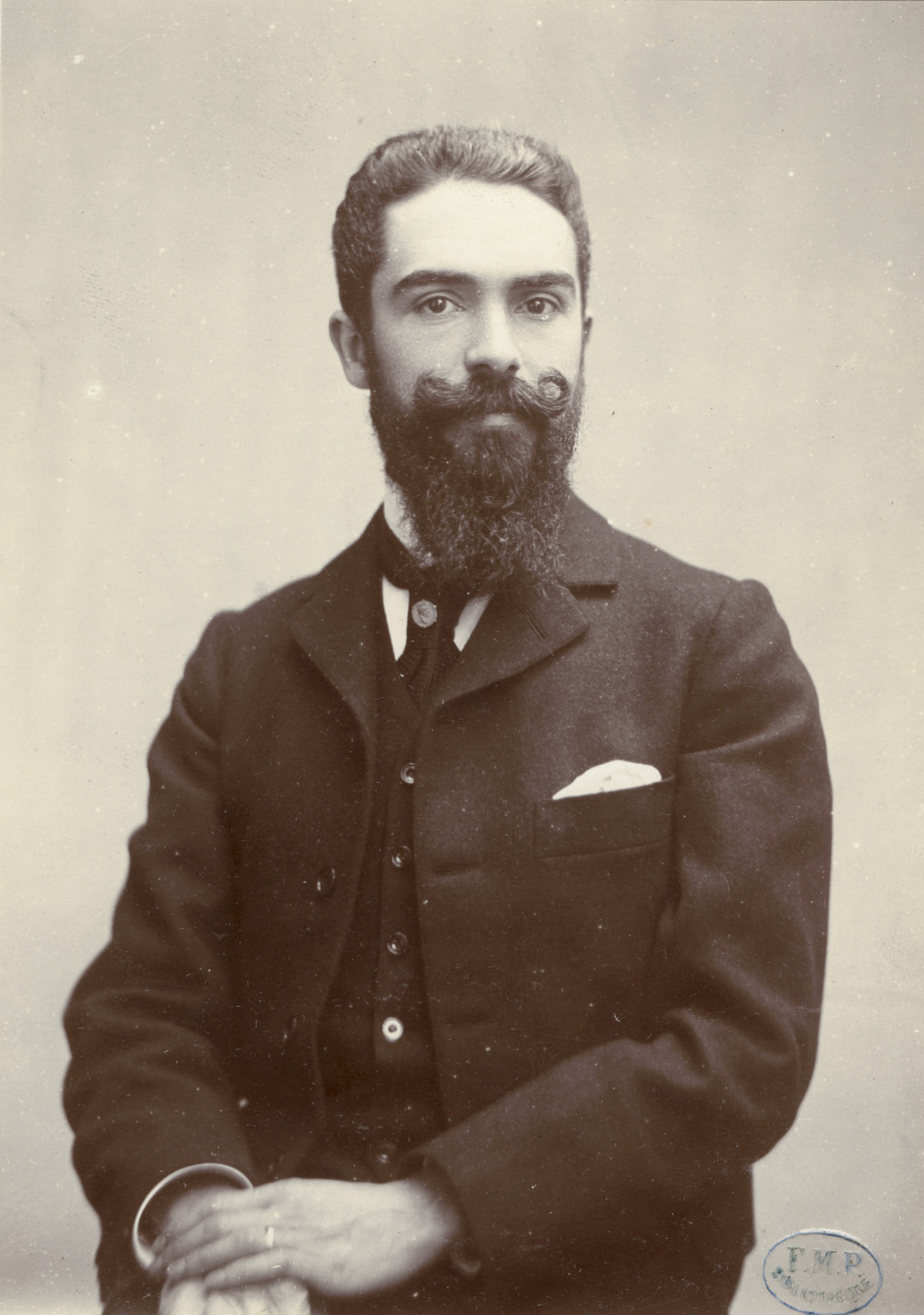
Félix Legueu

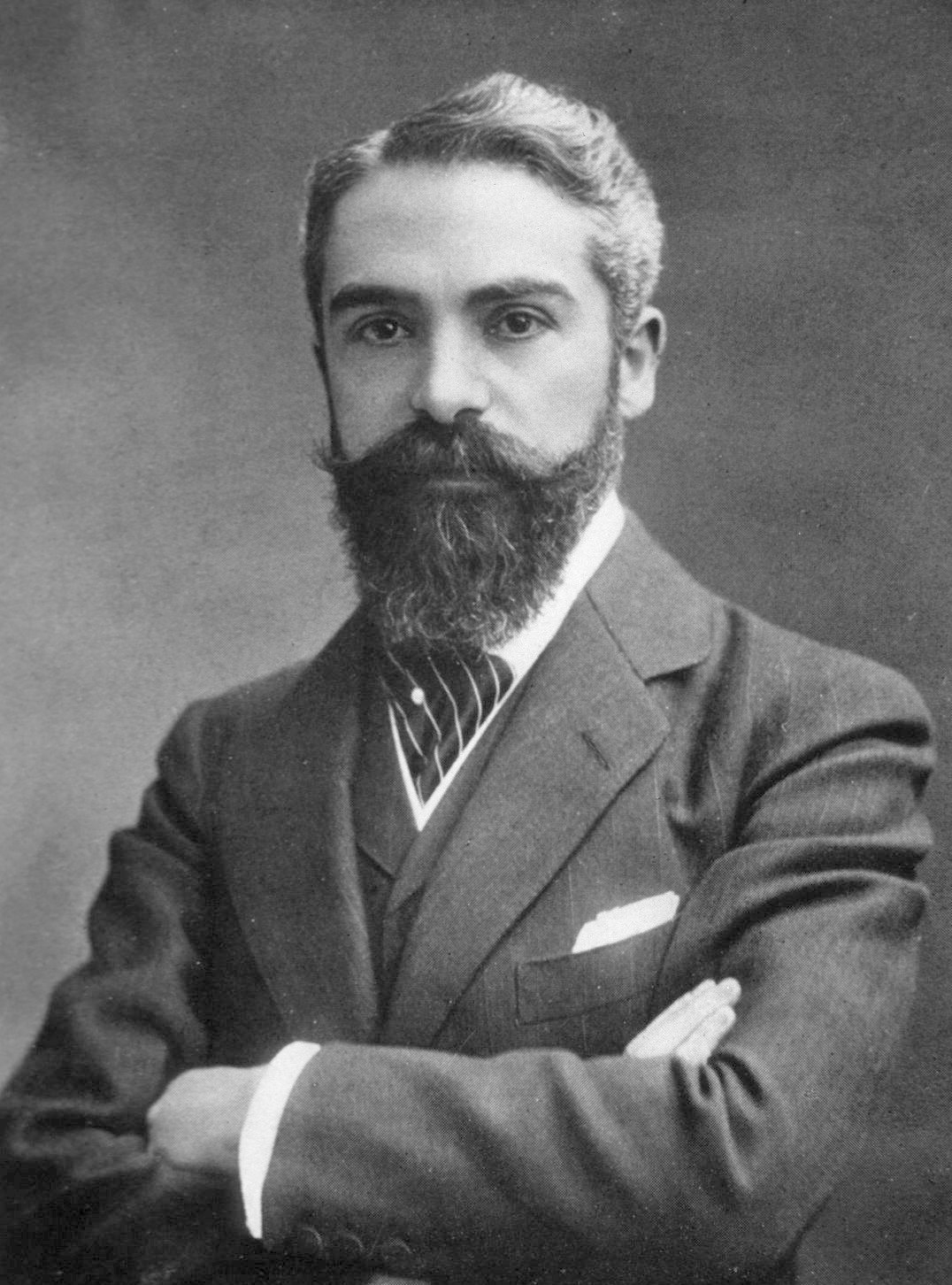
Félix Legueu 2

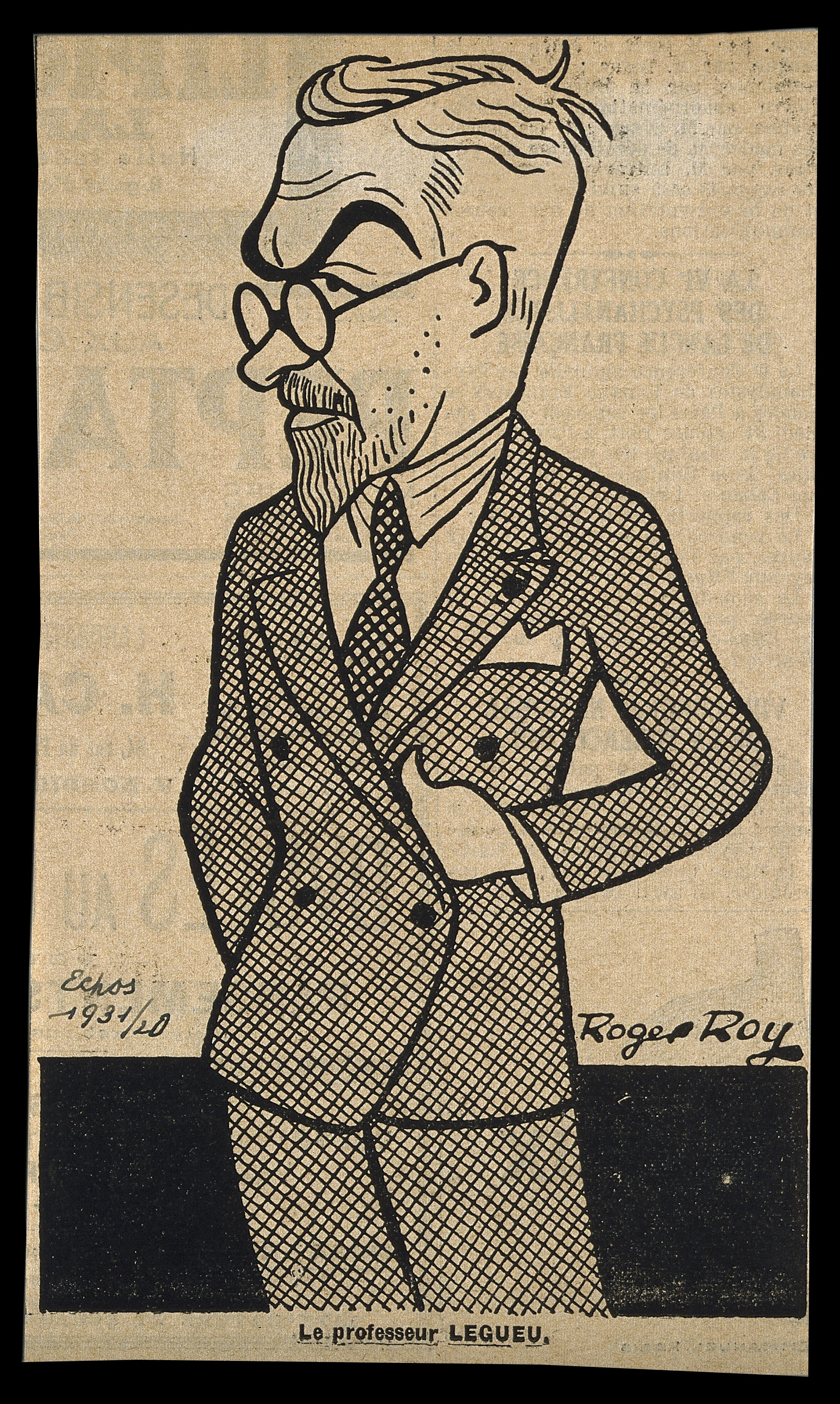
Félix Legueu. Reproduction d'un dessin de R. Roy, 1931

Félix Legueu, né Marie Louis Félix Gabriel Legueu le 12 août 1863 à Angers et mort le 2 octobre 1939 à Poissy, est un chirurgien français.

## Biographie
Urologue et gynécologue, il a été professeur à Paris, membre de l'Académie de médecine, chirurgien à l'hôpital Necker et à l'hospice de Bicêtre.
Legueu est connu pour ses études sur les troubles génito-urinaires. En 1913 il décrivit un traitement chirurgical de la fistule vésicovaginale, un passage anormal entre le vagin et la vessie, connu maintenant sous le nom d'opération de « Dittel-Forgue-Legueu ».
Quelques instruments chirurgicaux modernes portent le nom de Legueu, tels le doigtier de Legueu, le rétracteur de vessie de Legueu et la spatule de vessie.
Félix Legueu est mort à Poissy, intoxiqué par le monoxyde de carbone durant son sommeil, sa cheminée étant obstruée par des branches. Il est enterré dans la chapelle Bonnet (allées A33/A 34) au cimetière de la Tournelle à Poissy.

## Distinctions
- Officier de la Légion d'honneur (1921)
- Félix Legueu est nommé chevalier de la Légion d'honneur en 1911, puis officier en 1921[6].

## Publications

### Listes de publications
- Legueu a établi plusieurs fois une liste de ses travaux. Les listes les plus récentes sont :
  - Titres et travaux scientifiques de Félix Legueu, Paris, F. Alcan, 1912 (OCLC 493981300)
  - Supplément aux titres scientifiques depuis 1920, 1924, 7 p., dactylographié (OCLC 493858235)
- Liste contemporaine, mais incomplète, de SUDOC ; Legueu y apparaît 35 fois à titre d'auteur[7].

### Publications choisies
- Des calculs du rein et de l'uretère au point de vue chirurgical, Steinheil, 1891, 150 p. disponible sur Google Books, lire en ligne sur Gallica
- Chirurgie du rein et de l'uretère, 1894, 264 p.
- De l'appendicite : pathogénie, clinique, traitement, Paris, Masson et Cie, coll. « L’œuvre médico-chirurgicale » (no 1), mai 1897, 40 + 8, in-8, lire en ligne sur Gallica
- (Avec Frédéric Labadie-Lagrave[8]) Traité médico-chirurgical de gynécologie, 1898, lire en ligne sur Gallica 4e éd., Félix Alcan, 1914, 1333 p.
- Traitement de l'appendicite, Paris, Masson et Cie, coll. « L’œuvre médico-chirurgical » (no 18), 5 juillet 1899, 32 p., in-8, lire en ligne sur Gallica
- Des hématuries essentielles : Rapport présenté à la 4e session de l'Association française d'urologie, Paris, Daix frères, 1899, 70 p., in-8°, lire en ligne sur Gallica
- Leçons de clinique chirurgicale, Paris, Félix Alcan, 1902, 454 p.
- De la pyélonéphrite dans ses rapports avec la puerpéralité : IVe Congrès périodique de gynécologie, d'obstétrique et de paediatrie, Rouen, Lecerf fils, 1904, 32 p.[9], lire en ligne sur Gallica
- Traitement chirurgical de l'hypertrophie prostatique : Rapport présenté au XVe Congrès international de Lisbonne, Paris, G. Steinheil, avril 1906, 62 p., in-8°, lire en ligne sur Gallica
- « Le rein mobile », dans Les actualités médicales, Baillière, 1906, 96 p.
- Traitement du cancer de l'appareil urinaire et des organes génitaux de l'homme, résultats éloignés, Bruxelles, de Hayez, 1908, 22 p., in-8°, lire en ligne sur Gallica
- Traité chirurgical d'urologie, Paris, F. Alcan, 1910, VI-1382 p. (OCLC 490529057) Préface de Jean Casimir Félix Guyon. Nombreux graphiques, certains en couleur
- (Avec Edmond Papin et G. Maingot) Exploration radiographique de l'appareil urinaire, 1913
- (en) « Repair of urethral defects by tubular grafts of vaginal mucosa », Journal of urology, vol. 2, no 5,‎ octobre 1918, p. 369-377 (ISSN 0022-5347, OCLC 494030635)
- Cliniques de Necker

1. Cliniques de Necker : 1912-1916, A. Maloine et fils, 1917, 378 p. lire en ligne sur Gallica
2. Cliniques de Necker : 1918-1921, A. Maloine et fils, 1922, lire en ligne sur Gallica

- (Avec Pierre Truchot et Bernard Fey) La pyéloscopie, Éditions médicales Norbert Maloine, Clinique urologique de Necker, 1927, 112 p.
- (Avec Edmond Papin) Précis d'urologie, Maloine, 1937 (Sans Papin) A. Maloine & fils, 1921, 709 p.  (OCLC 490525513)